# David Keith (batteur)
Pour les articles homonymes, voir David Keith (homonymie) et Keith.
David Keith (né le 18 octobre 1973) est un batteur, compositeur et producteur américain vivant à Hartford, Connecticut. Il est surtout connu pour sa participation aux groupes de Ritchie Blackmore : Blackmore's Night (sous le pseudonyme Troubadour of Aberdeen) et Rainbow.

## Biographie
David McKay Keith est né à Hartford dans le Connecticut le 18 octobre 1973. Son père Quentin est vice-président des fiducies à l'American Savings Bank à New Britain. Sa mère Kathleen est professeur de théâtre à la Hall High School de West Hartford.
Il commence à jouer de la batterie à l'âge de quatre ans et continue à jouer avec le Concert Jazz Band de la William H. Hall High School à West Hartford dans le Connecticut.

En 1996, il rejoint le célèbre groupe de rock progressif Mighty Purple et tourne avec lui à travers les États-Unis. 

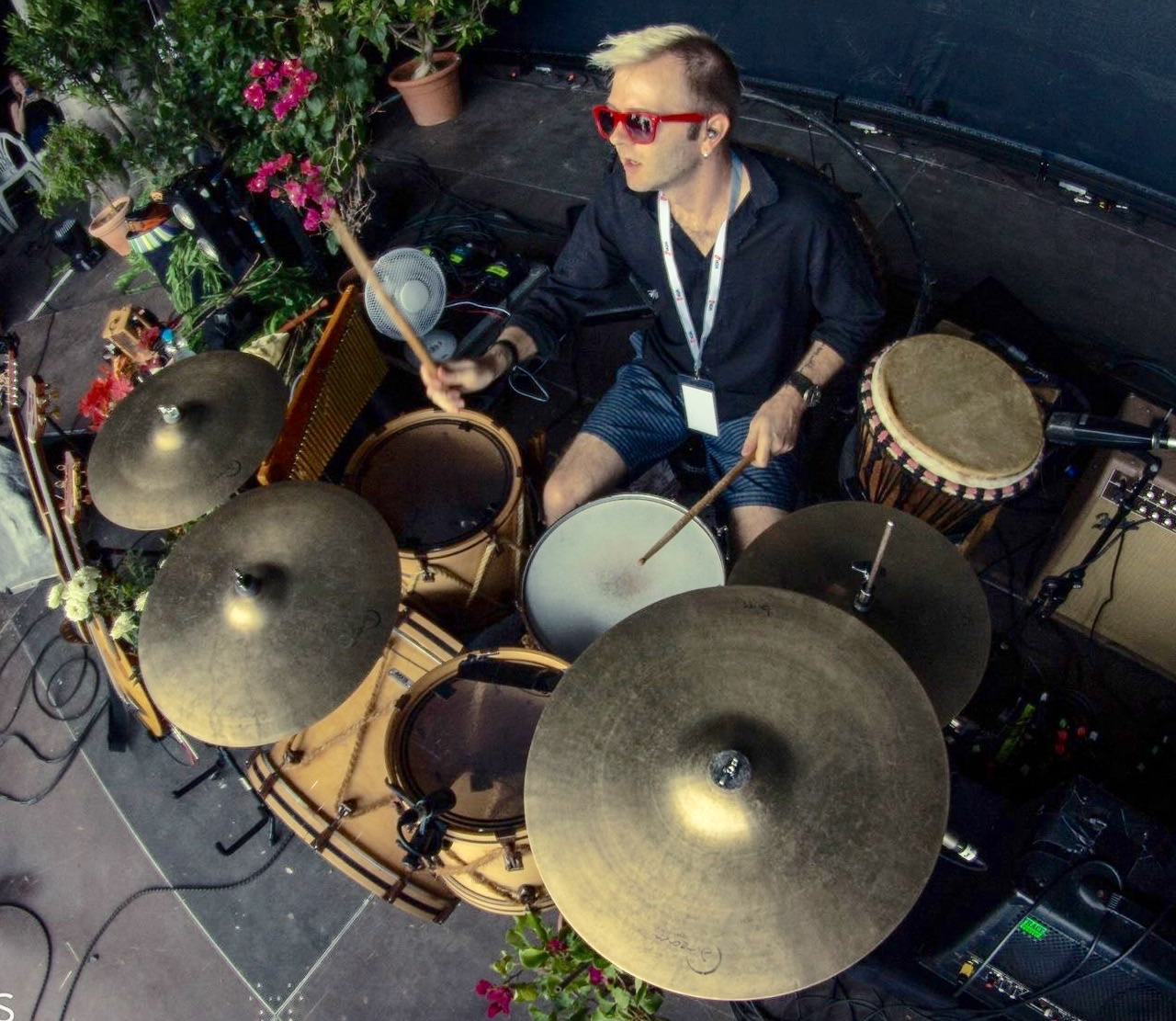
David Keith à la batterie avec Blackmore's Night en 2015

En 2000, il rejoint le groupe de Rhythm and Blues et de Swing Eight to the Bar, effectuant des tournées aux États-Unis et en Europe jusqu'en 2006.
En 2010, David crée le duo indie pop Mission Zero (en) avec sa sœur Chenot Keith (née Megan Keith) au chant, guitare et claviers,. Cette dernière a également joué dans le groupe Eight to the Bar, donnant plus deux cents concerts par an. Au sein de Mission Zero, David joue de la batterie, programmes des boîtes à rythmes, et participe au chant.
En 2012, il rejoint Blackmore's Night, formé en 1997 par le guitariste Ritchie Blackmore (ex Deep Purple et ex Rainbow) et sa compagne Candice Night. David y joue sous le pseudonyme « Troubadour of Aberdeen », provenant de la ville écossaise voisine d'un château fort où vivaient ses ancêtres à l'époque médiévale.
En 2015, Ritchie Blackmore reforme Rainbow en embauchant David à la batterie pour une série de concerts dont certains sortiront en CD ou en DVD.

## Styles et influences
David aime jouer divers styles de musique, y compris, mais sans s'y limiter, la pop, le rock, le swing, le R&B, la soul, l'électro, le funk, le folk rock, l'industriel et le médiéval.
Les principaux batteurs qui l'ont influencé sont John Bonham, Neil Peart, Cozy Powell, Steve Gadd, Buddy Rich, Peter Erskine, Bernard Purdie, Stewart Copeland, Gene Krupa, Billy Cobham, ainsi que les tambours traditionnels africains, afro-cubains et tribaux américains.
Ses influences musicales comprennent Led Zeppelin, Cocktail Twins, The Cure, Earth, Wind and Fire, Michael Jackson, Portishead, Massive Attack, Sneaker Pimps, Zero 7, The Cardigans, Tricky, Radiohead, Jane's Addiction, The Police, Louis Prima, Steely Dan, Peter Gabriel, Duran Duran, Horace Andy.
David joue sur des tambours de la marque Ayotte, des peaux Aquarian, des baguettes Vater (en) et des cymbales et gongs Dream.

## Vie privée
Le 21 juin 1999, sur la plage de Lighthouse Point Park à New Haven, David Keith épouse Nicole Rachel Tucker, graphiste indépendante dans cette ville et diplômée de l'université de Yale.

## Discographie

### Rainbow
- Rainbow: Memories in Rock II (2018)
- Rainbow: Memories in Rock, Live in Germany (2016)
- Live in Birmingham 2016 (2017)

### Blackmore's Night

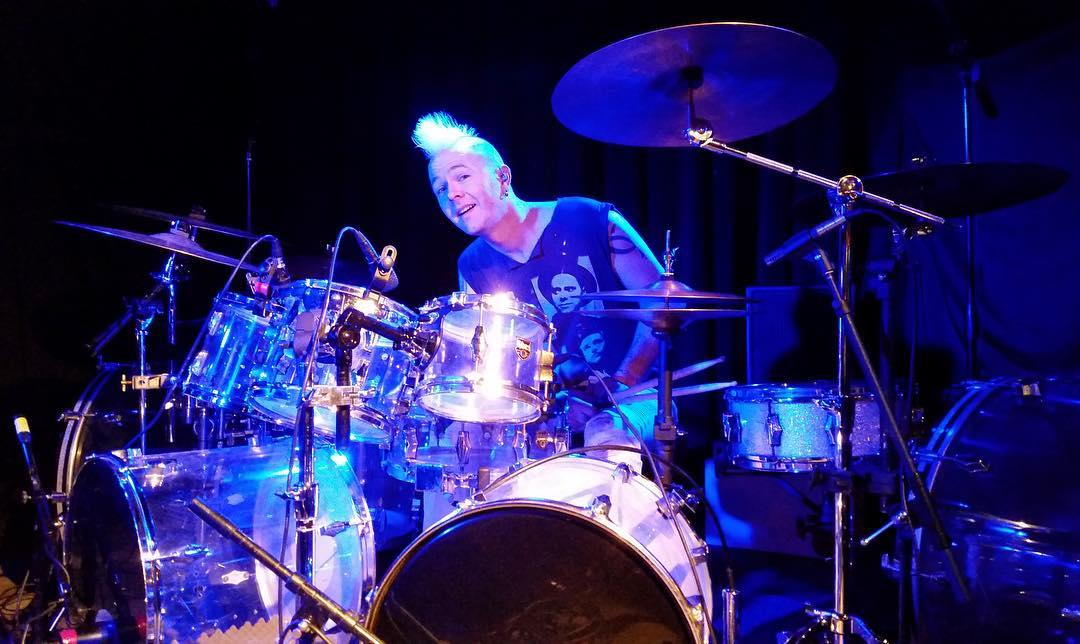
David Keith au Ballroom at the Outer Space, Hamden (Connecticut), lors d'un tournage vidéo pour promouvoir la sortie de l'album Easy Tiger de Mission Zero en février 2017.

- Dancer and the Moon (2013)
- All our Yesterdays (2015)
- Nature's Light (2021)

### Mission Zero
- Bruises on the Map (2011)
- Sky Candy (2013)[7]
- People in Glass Yachts (2015)[8]
- Easy Tiger (2017)

### Boyan & Boyer feat. Mission Zero
- Dj SS & Influx UK presents: DEEPSOUND VOL.2 / Formation Records, "Be Right Here" (2015)

### Eight to the Bar
- Hey, Sailor! (2001)
- Superhero Swinger Undercover (2003)
- You Call This Swing? (2005)

### Mighty Purple
- Live - Eli Whitney Barn (1997)
- Para Mejor O Peor (1998)
- How to Make a Living (2000)

### .dbk.
- dbk. (2012)

### My Brighest Diamond
- Tear It Down (en) (2007)